# Alimony
Alimony, musikgrupp från Göteborg inom alt-countrygenren som bildades 1998 runt sångaren och låtskrivaren Fredrik Öster. Bandet släppte det kritikerrosade albumet Bottomless 1999 på skivbolaget Ramblin' Records och spelade på Hultsfredsfestivalen samma år.

## Fotnoter
1. ↑  Biografi på Allmusic av Lars Lovén
2. ↑  Recensioner av "Bottomless"
3. ↑  Recension av "Bottomless" i Nöjesguiden
4. ↑  Hultsfred 99 på rockparty.se